# Forces Nouvelles de Côte d’Ivoire

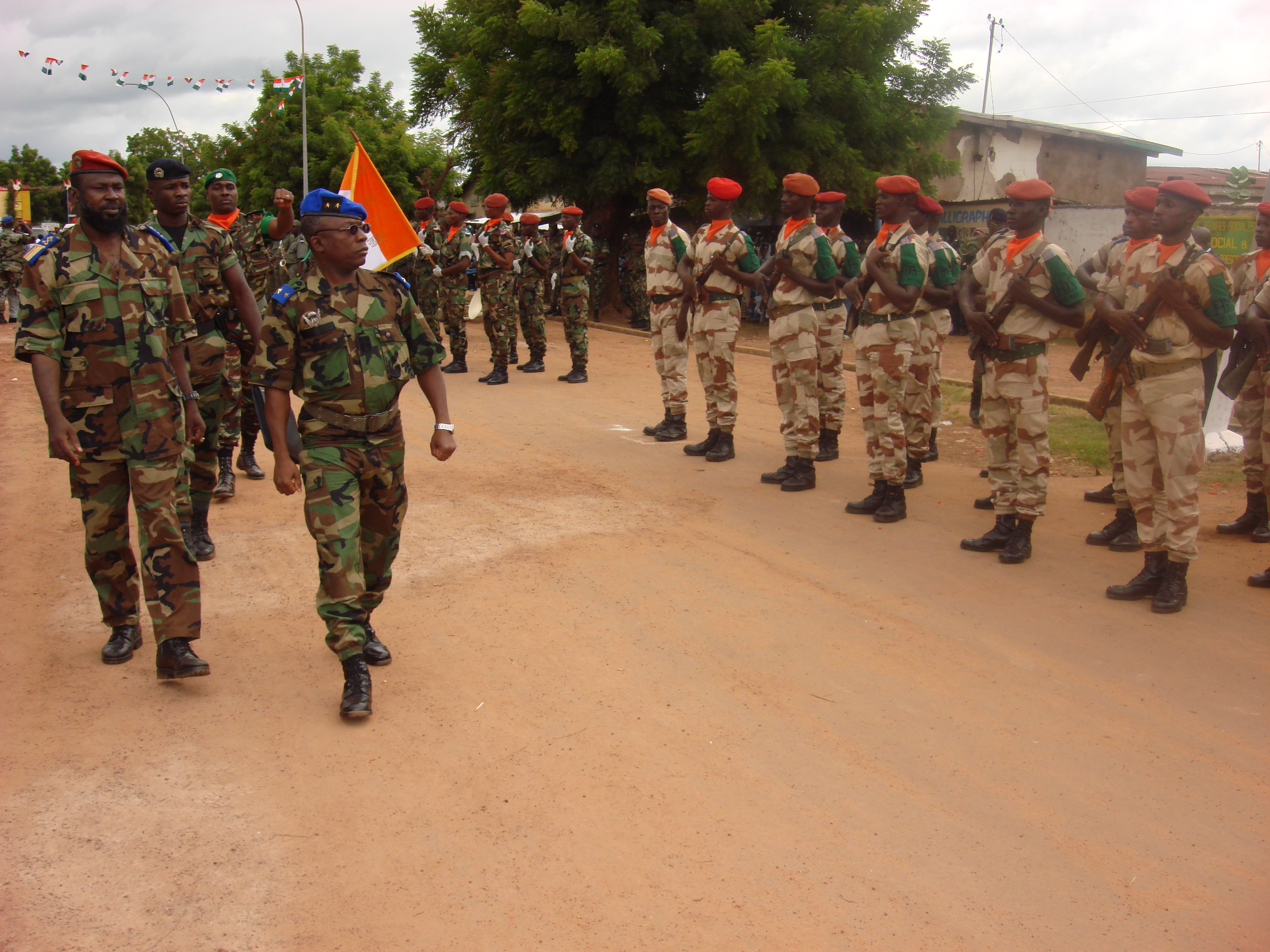
General Bakayoko bei der Inspektion von Truppen der Forces Nouvelles (Januar 2009)

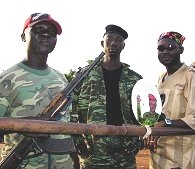
Kämpfer der Forces Nouvelles (2005)

Die Forces Nouvelles de Côte d’Ivoire (Deutsch: Neue Kräfte) kurz FN oder FNCI waren eine Rebellenkoalition der Elfenbeinküste.

## Geschichte
Die FN bildeten sich zwischen Dezember 2002 und Anfang 2003, während des Bürgerkriegs 2002–2007, aus den Gruppen Patriotic Movement of Côte d’Ivoire (MPCI), Mouvement populaire ivoirien du Grand Ouest (MPIGO) und Mouvement pour la justice et la paix (MJP) unter der Führung von Guillaume Soro. Sie beherrschen seitdem die Nordhälfte des Landes (Stand März 2011).
Die FN unterstützten die Regierung von Alassane Ouattara in der Regierungskrise 2010/2011. Unter dem Kommando von Ibrahim Coulibaly kämpften ihre Angehörigen als „Commando invisible“ (deutsch ‚Unsichtbares Kommando‘) in Abobo gegen Einheiten von Laurent Gbagbo.
Die FN kündigten Anfang März 2011 den Waffenstillstand von 2007 mit Laurent Gbagbo auf und eroberten am 7. März die Stadt Toulépleu.
Sie gingen am 17. März 2011 in den neu gegründeten Forces républicaines de Côte d’Ivoire auf, die laut Alassane Ouattara die zukünftigen Streitkräfte der Elfenbeinküste bildeten.

## Offiziere
Bekannte Feldkommandanten der FNCI waren:
- Chérif Ousmane
- Hervé Touré Pélikan
- Issiaka Ouattara genannt „Wattao“
- Martin Kouakou Fofié, 2008 Stabsgefreiter und Kommandant im Sektor Korhogo